# Marco Capoferri
Marco Capoferri (1943 – 1995) è stato un pilota automobilistico, pilota motonautico e costruttore di auto da corsa italiano.

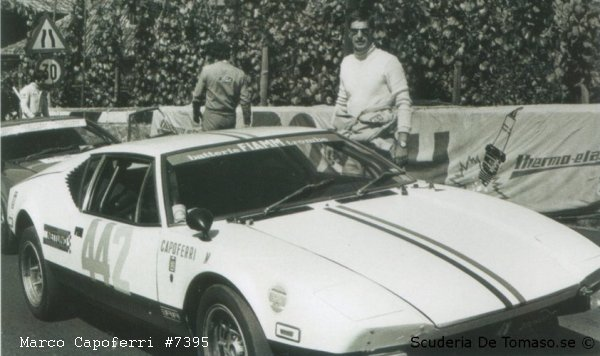

Figlio del sindacalista Pietro Capoferri, ha cominciato come pilota e costruttore di auto da corsa nel 1965, conquistando numerose affermazioni. Nel 1979 conquista la 1000 km di Monza con Renzo Zorzi.
Debutta nelle gare di offshore nel Gran Premio di Tremezzo nel 1987 prendendo parte al campionato mondiale corso a Key West
Nel 1988 ha gareggiato col catamarano Cougar, rivisto però dal suo team; nello stesso anno ha fatto segnare ben quattro record di velocità: fondo, 1 ora, 2 ore, 3 ore.
Nel 1991, con Maurizio Darai su imbarcazione Sireg arriva al quarto posto nel Campionato Europeo di Offshore Classe 1 e sesto al Campeonato Mondiale a Key West. Si rifà nel 1992 dove arriva primo nel Campionato Europeo.
Ha avuto 4 figli. Muore nel 1995. 
Fonti: 
Union Internationale Motonautique (UIM)  - http://scms.sportcentric.com/champions/offshore/continental-champions/
BoatMag http://www.boatmag.it/4404-motonautica-italiano-offshore-endurance-europeo-circuito-o175/